# Główka skowronka

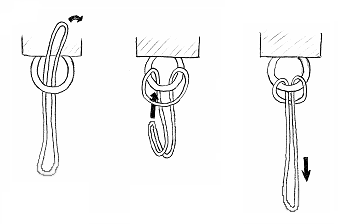
Wiązanie główki skowronka

Główka skowronka (inaczej krawat) – węzeł stosowany we wspinaczce m.in. do łączenia karabinka i taśmy, lub lonży do łącznika uprzęży.

## Zalety
- łatwy do zawiązania i rozwiązania

## Wady
- ma małą wytrzymałość